# 이스라엘 신 셰켈
신 셰켈(히브리어: שקל חדש 셰켈 하다슈, Shekel Ḥadash, 아랍어: شيقل جديد 시켈 자디드, shiqel jadid[*] 또는 شيكل جديد 시켈 자디드, shikel jadid[*]), 복수형 셰칼림(히브리어: שקלים 슈칼림, shkalim, 영어: shekalim)은 이스라엘의 통화로 1 신 셰켈은 100 아고롯(히브리어: אגורות, agorot, 단수형 아고라(히브리어: אגורה, agora))에 해당된다.
1986년 1월 1일에 실시된 화폐 개혁에 따라 옛 1,000 셰켈은 새 1 셰켈으로 대체되었으며 현재는 10 아고롯, ½, 1, 2, 5, 10 신 셰켈 동전과 20, 50, 100, 200 신 셰켈 지폐가 통용된다.
이스라엘에는 자국의 화폐를 제조, 인쇄, 발행하는 자체적인 조폐국이 없기 때문에 대한민국의 한국조폐공사에서 동전을 제조하고 있으며 지폐는 스위스에서 인쇄한다.

## 같이 보기
- 이스라엘 은행
- 이스라엘의 경제